# 이보용
이보용(1990년 1월 19일 ~ )은 대한민국의 성우로, 2019년 교육방송 성우극회 공채 26기로 입사했다.

## 출연작품

### 애니메이션
- 다이노스터(EBS) - 로라 박사
- 디지몬 어드벤처:(대원방송) - 장한솔
- 로빈 후드(EBS) - 로히시아
- 무지개 강아지 딜런의 모험(EBS) - 오지
- 새콤달콤 캐치! 티니핑(KBS) - 샌드핑
- 숲 속 배달부 빙빙(EBS) - 하루살이 대장
- 좀비딸(EBS) - 김밤순
- 출동! 슈퍼윙스(EBS) - 나래
- 페파피그(EBS) - 판도라 판다, 맨디 마이스
- 피피루 안전특공대(EBS)
- 히어로 써클(EBS) - 미티

### 라디오
- EBS FM 아름다운 동요세상
- EBS FM 오디오 지식채널 e
- EBS FM EBS 북카페

### 다큐 및 교양
- EBS <건축탐구 집>
- EBS <다큐 시선 - 2020 현실 변호사>
- EBS <코로나19 극복 특별 생방송>
- EBS <EBS 비즈니스 리뷰> AI 목소리
- EBS <마이크로바이오타 - 놀라운 장의 세계>
- MBC <BE World - 천국을 밝히다>
- OBS <3.1절 100주년 특집>
- 제 17회 <EBS 국제다큐영화제> 홍보 내래이션
- Happier Than Ever: LA로 보내는 러브레터 비하인드(디즈니+) - 빌리 아일리시

### 방송
- EBS 뭐든지 뮤직박스 1기 - 캥거루('학교 가는 길' 편)
- EBS 생방송 톡!톡! 보니하니 - 안자필레(목소리 출연), '살리도' 내레이션, 하니 동상역
- EBS 야옹멍멍 귀여워 2 - 반려동물 음성 더빙
- EBS 최고의 요리비결 - 내레이션[1]
- EBS 생방송 판다다 - 편의점 사장(목소리 출연)[2]
- ONSTYLE 다이얼로그 - AI 목소리
- 자이언트 펭TV - '위대한 펭수'[3] 내래이션 및 캐릭터 연기

### 게임
- 데스티니 차일드 - 하르모니아
- 닌텐도 스위치 우리집 트레이닝 - 엠마
- 리버스: 1999 - 리사&루이스
- 명일방주 - 케이퍼
- 무기미도 - L.L.
- 블루 아카이브 - 츠치나가 히요리
- 승리의 여신: 니케 - 베이
- 원신 - 엘파니
- 쿠키런: 모험의 탑 - 꽈배기맛 쿠키

### 오디오 드라마
- 살인마 르웰린 씨의 낭만적인 정찬 (야해) - 이사도라 외
- FUCKPECT BUDDY(퍼펙트 버디) (야해) - 이유정 외